# Campeche (Stadt)

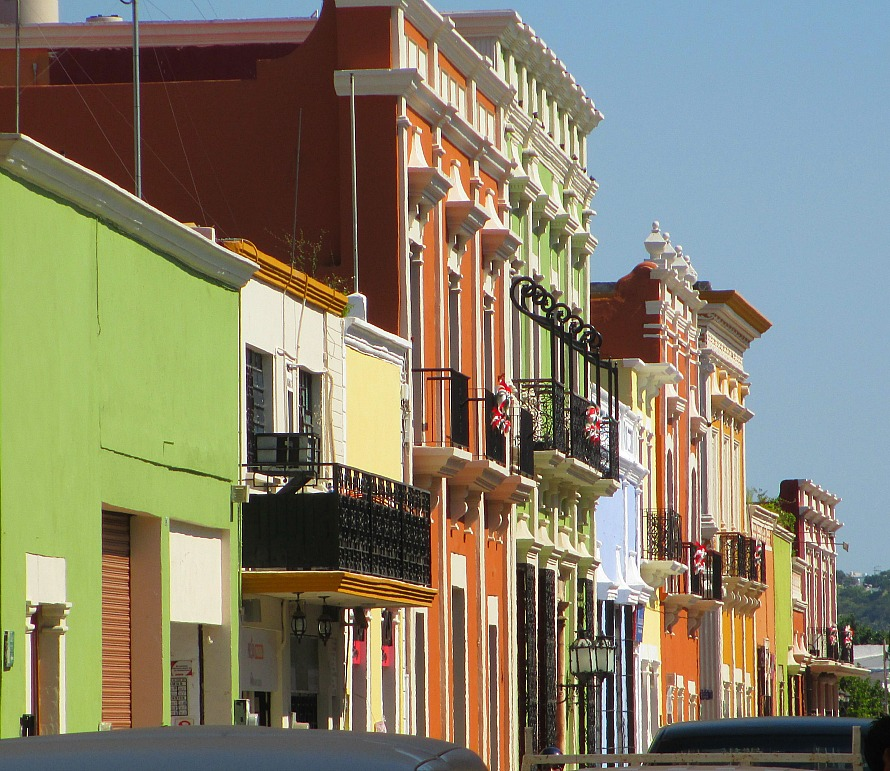
Häuser im Kolonialstil

Die Großstadt Campeche, offiziell San Francisco de Campeche, ist die Hauptstadt des gleichnamigen Bundesstaates im Südosten Mexikos. Seit dem Jahr 1999 gehört die Stadt zum Weltkulturerbe der UNESCO. Das im Jahr 1895 von Papst Leo XIII. eingerichtete Bistum Campeche (lat.: Dioecesis Campecorensis, span.: Diócesis de Campeche) ist eine römisch-katholische Diözese mit Sitz in Campeche.

## Lage und Klima
Die Hafenstadt San Francisco de Campeche liegt am Golf von Mexiko an der Westküste der mexikanischen Halbinsel Yucatán ca. 185 km südwestlich von Mérida. Campeche hat einen internationalen Flughafen, den Aeropuerto Internacional Ing. Alberto Acuña Ongay. Das Klima ist meist tropisch schwül; der für mexikanische Verhältnisse reichliche Regen (ca. 1000 mm/Jahr) fällt hauptsächlich im Sommerhalbjahr.

## Bevölkerung
| Jahr      | 1990    | 2000    | 2010    | 2020    |
| Einwohner | 150.518 | 190.813 | 220.389 | 249.623 |

Nur ein kleiner Teil der Einwohner ist spanischer Abstammung; die meisten sind Zuwanderer aus den Dörfern des Hinterlandes. Umgangssprache ist zumeist spanisch oder ein lokaler Chontal-Maya-Dialekt.

## Wirtschaft
Der Hafen von Campeche war einst ein wichtiger Zwischenstopp für die in Veracruz mit Silber beladenen Schiffe der Spanier auf ihrem Heimweg; auch bei Stürmen oder Sichtungen feindlicher Schiffe (vor allem der Briten und der Piraten) bot er Schutz. Mit dem Rückgang der Silberexporte bereits in den Jahren vor der Unabhängigkeit Mexikos (1821) verlor er an Bedeutung. Heute wird er hauptsächlich als Ölhafen genutzt; der Bau einer Raffinerie ist in Planung.

## Geschichte
Am 20. März 1517 erreichte eine Expedition unter Francisco Hernández de Córdoba als erste die Küste vor Campeche. Eine steinerne Stele vor der Iglesia San Francisco sowie ein etwa acht Meter hohes Denkmal an der heutigen Küstenpromenade von Campeche erinnern an den ersten christlichen Gottesdienst auf amerikanischem Festland, der dort am 22. März 1517 von spanischen Soldaten und Geistlichen gefeiert wurde. Doch erst am 4. Oktober 1540 kam es an der Stelle der kleinen Mayasiedlung Kaan Peech („Schlange-Zecke“) zur Gründung der spanischen Siedlung, deren Name sich eindeutig von dem alten Namen ableitet. Campeche wurde bald zum wichtigsten Hafen Yucatáns. Die Wirtschaft der Stadt fußte einerseits auf Viehzucht und Landwirtschaft, andererseits wurden Holz und Salz (im 19. Jahrhundert auch Sisal) ins spanische Mutterland exportiert. Der wachsende Reichtum führte zu ständigen Überfällen britischer und niederländischer Seeräuber. Nach einem besonders schlimmen Überfall im Jahr 1663, bei dem die Stadt praktisch dem Erdboden gleichgemacht wurde, begann man im Jahr 1688 mit Hilfe der spanischen Krone mit dem Bau der Befestigungsanlagen, die heute noch ihre größte Sehenswürdigkeit der Stadt sind. Die Anlage umschloss nach 18-jähriger Bauzeit eine Fläche von rund 40 Blocks. Sie hatte einen sechseckigen Aufbau mit einer Festung an jeder Ecke; ein Teil der Anlage ragte in den Golf von Mexiko hinein. Dank ihrer war Campeche die einzige Stadt, die im Krieg der Kasten nicht von den Maya-Rebellen eingenommen wurde. Die Stadtmauer wurde später weitestgehend abgetragen und zur Pflasterung der Altstadt verwendet; die einzelnen Festungsbauten sind dagegen vollständig erhalten geblieben und beherbergen heute zumeist Museen.

## Sehenswürdigkeiten
- Der mehrere Kilometer lange Boulevard entlang der Küste wird – trotz unterschiedlicher Straßennamen – umgangssprachlich nur El Malecón („Uferstraße“) genannt; er ist ein beliebter Treff der Campechanos zum Flanieren, Radfahren, Laufen oder Inline-Skaten.
- Die in den Jahren 1668–1686 erbauten Befestigungsanlagen sind noch heute die größte Sehenswürdigkeiten der Stadt.
- Die im Jahr 1650 begonnene Kathedrale ist das zentrale Bauwerk der Stadt; der nur einschiffige Bau verfügt über ein Querschiff und wurde erst 200 Jahre später endgültig fertiggestellt. Der original erhaltene Marmorfußboden ist besonders bemerkenswert. Der Kathedrale angeschlossen ist das Museo de Arte Sacra.
- Aus den 1960er Jahren stammt das Verwaltungsgebäude des Bundesstaates Campeche; sein Stil der „lateinamerikanischen Moderne“ steht im Kontrast zur kolonialen Architektur der Stadt.
- Das Museo de la Ciudad de Campeche befindet sich in der Baluarte de San Carlos; es widmet sich hauptsächlich der kolonialzeitlichen Geschichte der Stadt.[4]
- Weitere Museen siehe[5]
- Der Jardín Botánico Xmuch Haltún ist in der Baluarte de Santiago untergebracht und enthält einen Überblick über die Flora Yucatáns.

Umgebung
- Das Museo Arqueológico befindet sich in der ca. 3 km südwestlich gelegenen Fuerte de San Miguel; es präsentiert zahlreiche Objekte aus den Ausgrabungen im Bundesstaat Campeche, u. a. aus Calakmul, Edzná und Jaina. Darunter befinden sich einzigartige Jadegrabmasken aus Calakmul.[6]

## Partnerstädte

Parque de la Independencia (von der Kathedrale aus gesehen)

- Halifax (Nova Scotia), Kanada
- Cartagena de Indias, Kolumbien
- Laredo, USA
- Le Havre, Frankreich
- Matanzas, Kuba
- Quetzaltenango, Guatemala
- Ibiza, Spanien
- Veracruz, Mexiko